# Miss Continentes Unidos 2017
Miss Continentes Unidos 2017 foi a 12ª edição do tradicional concurso de beleza feminino internacional de Miss Continentes Unidos. O concurso realizou-se no Centro de Convenções Simón Bolívar, localizado na cidade de Guaiaquil sob a transmissão simultânea da Gama TV com apresentação de Roberto Rodríguez e Claudia Schiess. A competição contou com a participação de trinta e três (33) candidatas de diversas partes do mundo competindo pelo título que pertencia na ocasião, à filipina Jeslyn Santos. As candidatas ainda visitaram as cidades de Cuenca, Gualaceo, Machala e Salinas.

## Resultados

### Colocações
| Posição                 | País e Candidata                                                                                               |
| Vencedora               | - Rússia - Tatiana Tsimfer                                                                                     |
| 2º. Lugar               | - Ucrânia - Alina Pigun                                                                                        |
| 3º. Lugar               | - México - Roxana Reyes                                                                                        |
| 4º. Lugar               | - Tailândia - Aoom Phingchamrat                                                                                |
| 5º. Lugar               | - Colômbia - Yenniffer Hernández                                                                               |
| 6º. Lugar               | - República Dominicana - Jeisy Rodríguez                                                                       |
| (TOP 10) Semifinalistas | - África do Sul - Talitha Bothma - Equador - Bianca Benavides - Índia - Sana Dua - Venezuela - Daniela Velasco |

### Prêmios especiais
O concurso distribuiu os seguintes prêmios este ano:
| Prêmio                   | País e Candidata                |
| Miss Simpatia            | - Equador - Bianca Benavides    |
| Miss Melhor Traje Típico | - Tailândia - Aoom Phingchamrat |
| Miss Fotogenia           | - Tailândia - Aoom Phingchamrat |
| Miss Pontualidade        | - Rússia - Tatiana Tsimfer      |
| Miss Fashion Kers        | - Chile - Margaret Stevenson    |

### Miss Melhor Traje Típico
A candidata com o meu traje nacional do seu País, este ano:
| Prêmio | País e Candidata                |
| 1      | - Tailândia - Aoom Phingchamrat |
| 2      | - Panamá - Paulette Sánchez     |
| 3      | - Japão - Yuika Tsutsumi        |

### Ordem dos anúncios
| 1. Equador 2. Venezuela 3. Índia 4. África do Sul 5. México 6. Tailândia 7. Rússia 8. República Dominicana 9. Colômbia 10. Ucrânia | 1. Colômbia 2. República Dominicana 3. Ucrânia 4. Tailândia 5. Rússia 6. México |  |  |

## Jurados
Lista de jurados de diversas etapas:

### Melhor Traje Típico
1. Hugo Wilson, fashion designer;
2. Ivanna Abad, Miss Equador Internacional 2016;
3. Marcía Mejía, representante do Miss Continentes Unidos;
4. Luís Nacif, make up artist;

## Candidatas

### Oficiais
Disputaram o título 33 candidatas este ano:
| País                 | Candidata           | I  | A    | Origem           |
| África do Sul        | Talitha Bothma      | 18 | 1.75 | Pretória         |
| Argentina            | Cecilia Oriolani    | 25 | 1.70 | Santa Fé         |
| Bolívia              | Nimeyra Flores      | 21 | 1.80 | Chuquisaca       |
| Brasil               | Emanuelle Costa     | 24 | 1.76 | Belém            |
| Chile                | Margaret Stevenson  | 22 | 1.73 | Viña del Mar     |
| China                | Yuanxin Huang       | 20 | 1.73 | Guangxi          |
| Colômbia             | Yenniffer Hernández | 19 | 1.78 | Santander        |
| Costa Rica           | Karol Abarca        | 21 | 1.73 | Heredia          |
| Curaçao              | Liane Bonofacia     | 25 | 1.72 | Willemstad       |
| Equador              | Bianca Benavides    | 22 | 1.72 | Guaiaquil        |
| Estados Unidos       | Diana Ogando        | 22 | 1.65 | Brentwood        |
| Filipinas            | Romellean Pontino   | 20 | 1.72 | Villaverde       |
| França               | Mathilde Adloff     | 22 | 1.66 | Carcassonne      |
| Guatemala            | Alejandra Portillo  | 24 | 1.70 | Suchitepéquez    |
| Guiana               | Divya Yabindranauth | 21 | 1.60 | Tomball          |
| Haiti                | Clerger Mulledina   | 21 | 1.70 | Porto Príncipe   |
| Holanda              | Annet Duarte        | 26 | 1.71 | Roterdão         |
| Índia                | Sana Dua            | 25 | 1.80 | Jammu e Caxemira |
| Jamaica              | Melissa Tate        | 19 | 1.68 | Kingston         |
| Japão                | Yuika Tsutsumi      | 27 | 1.73 | Tóquio           |
| México               | Roxana Reyes        | 24 | 1.78 | Zacatecas        |
| Mianmar              | May Shin Sein       | 25 | 1.70 | Rangum           |
| Nicarágua            | Allison Herrera     | 19 | 1.65 | Manágua          |
| Noruega              | Iselin Vatle        | 20 | 1.63 | Askim            |
| Panamá               | Paulette Sánchez    | 20 | 1.78 | La Chorrera      |
| Paraguai             | Alejandra Amarilla  | 23 | 1.71 | Assunção         |
| Peru                 | Karen Valverde      | 26 | 1.70 | Lima             |
| República Dominicana | Jeisy Rodriguez     | 20 | 1.79 | Santiago         |
| Rússia               | Tatiana Tsimfer     | 26 | 1.75 | Moscou           |
| Tailândia            | Aoom Phingchamrat   | 20 | 1.70 | Chanthaburi      |
| Ucrânia              | Alina Pigun         | 26 | 1.77 | Kiev             |
| Uruguai              | Cinthia Amorín      | 27 | 1.73 | San José         |
| Venezuela            | Daniela Velasco     | 24 | 1.71 | Caracas          |

## Transmissão
O concurso foi transmitido ao vivo para doze países:
- Argentina - Canal 9 Satelital
- Bolívia - Red PAT
- China - iQIi TV
- Colômbia - Mi Llano TV
- Equador - Gama TV e VitoTVO
- Estados Unidos - MegaTV Miami
- Honduras - TeleProgreso
- Nicarágua - VOS TV
- Panamá - Bocas TV
- Paraguai - QuatroTv
- Peru - Quatro Televisión
- República Dominicana - TeleUniverso

## Histórico

### Estatísticas
Candidatas por continente:
- Américas: 21. (Cerca de 63% do total de candidatas)
- Ásia: 6. (Cerca de 18% do total de candidatas)
- Europa: 5. (Cerca de 16% do total de candidatas)
- África: 1. (Cerca de 3% do total de candidatas)
- Oceania: 0.

### Desistências
- Austrália - Elise Duncan [15]
- Canadá - Melissa Barbour
- Espanha -  María Isabel Martín
- Portugal - Joana Cardoso
- Reino Unido - Zoiey Smale

### Substituições
- África do Sul - Lesedi Hlatywayo ► Talitha Bothma
- Brasil - Muriel Prestes [16] ► Emanuelle Costa
- Guatemala - Sofía Alvarado ► Alejandra Portillo
- Ucrânia - Arina Trofimova ► Alina Pigun
- Venezuela - Oriana Gómez [17] ► Daniela Velasco

### Estreantes
- Curaçao
- Jamaica
- Mianmar
- Noruega

### Saíram
- Dinamarca
- Trindade e Tobago

### Candidatas em outros concursos
| Miss Supranational - 2016: África do Sul - Talitha Bothma - (Representando a África do Sul em Krynica-Zdrój, na Polônia) Miss Intercontinental - 2015: Mianmar - May Shin Sein - (Representando o Mianmar em Magdeburg, na Alemanha) Miss Tourism Queen of the Year International - 2016: República Dominicana - Jeisy Rodríguez (Top 10) - (Representando a República Dominicana em Shanghai, na China) Face of Beauty International - 2015: República Dominicana - Jeisy Rodríguez - (Representando a República Dominicana em Kaohsiung, Taiwan) | Rainha Internacional do Café - 2012: Uruguai - Cinthia Amorín - (Representando o Uruguai em Manizales, na Colômbia) Miss Atlântico Internacional - 2014: Uruguai - Cinthia Amorín - (Representando o Uruguai em Punta del Este, no Uruguai) Top Model of the World - 2016: Brasil - Emanuelle Costa (4º. Lugar) - (Representando o Brasil em Bremen, na Alemanha) Miss Asia Pacífico Internacional - 2016: Rússia - Tatiana Tsimfer (Top 10) - (Representando a Rússia em Palawan, nas Filipinas) |